# Життя чудових людей
«Життя чудових людей» (рос. «Жизнь замечательных людей» або скорочено «ЖЗЛ») — російськомовна книжкова серія, що випускає видавництво «Молода гвардія» в Росії. Основний жанр видань серії — науково-художня біографія, але допускаються й інші біографічні жанри (спогади, біографічна повість, літературний портрет).
Книги «ЖЗЛ» видаються у трьох серіях:
- «Життя чудових людей. Серія біографій» — основна серія, що видається з 1890 (з перервою упродовж 1924—1933). Формат випусків — 84×108/32.
- «Життя чудових людей. Мала серія» — серія зменшеного формату 70×100/32, що видається з 1989 (з перервою упродовж 1991—2009).
- «Життя чудових людей. Біографія продовжується…» — серія книжок у аналогічному основній серії форматі, що видається з 2005 про нині живих особистостей (на відміну від основної серії, випуски якої стосуються померлих, на момент їх виходу, героїв).

Видавництво також започаткувало проєкт випуску книг в аудіоформаті, але вийшло лише десять книжок.

## ЖЗЛ: Серія біографій

### «Павлєнківська» серія (1890—1924)

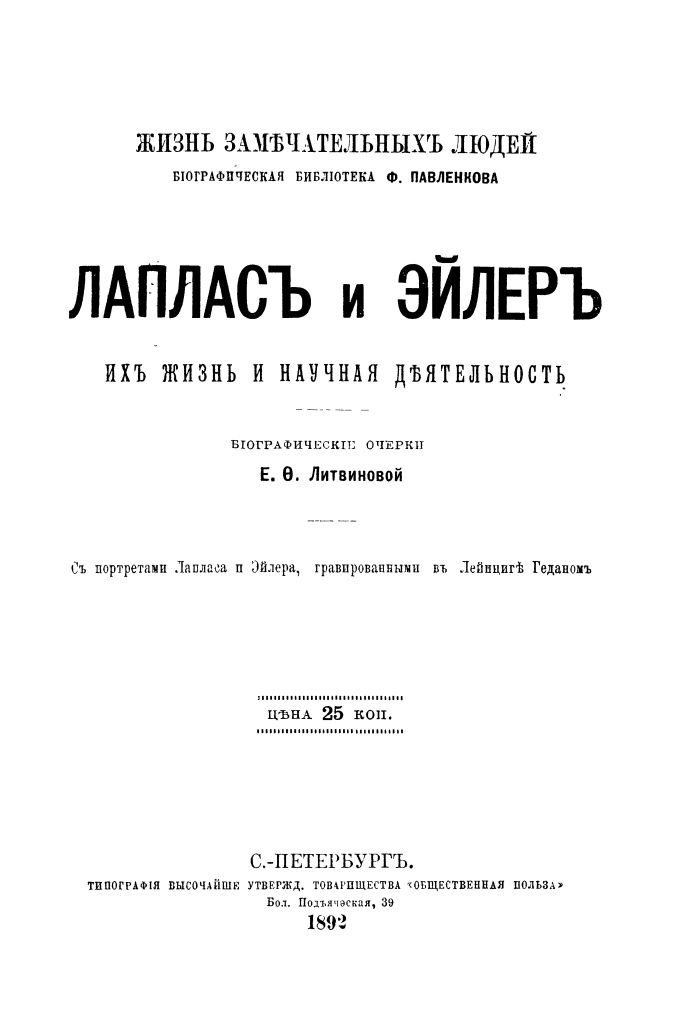

Першою спробою видання в Росії біографічної серії універсального типу була «Біографічна бібліотека» («Жизнь замечательних людей») («ЖЗЛ»), організована відомим російським книговидавцем Флорентієм Павленковим у 1890. Після його смерті (1900) спадкоємці за заповітом поступово повинні були згорнути видавничу серію, а на виручені кошти відкрити безкоштовні народні школи. Тому до 1915 було перевидано окремі книги бібліотеки, але нових видань уже не було. Основною метою Павленкова було «покращувати читача, постійно революціонізуючи його свідомість, уводячи в широкий науковий обіг на зміну застарілим теоріям у науці, філософії, етиці, мистецтві — нові, що пробуджували у читача нові думки та спонукали до роздумів». Своїх читачів Павленков бачив серед інтелігентного загалу, здатного самостійно мислити. У своїй видавничій діяльності він спирався на досить вузьке коло авторів. Шістдесят відсотків книг були написані дев'ятнадцятьма авторами. Більшість із них — лектори, публіцисти, літератори критики, перекладачі. Зазвичай, усі вони мали літературну освіту, частина володіли іноземними мовами, що було необхідною умовою, оскільки дві третини репертуару книжок стосувалися зарубіжних діячів.
Не всі книги цієї серії були рівнозначні за якістю та висвітлювали в більшості своїй діяльність осіб гуманітарного профілю — письменників, істориків, художників, громадських діячів. Про українців у виданнях Павленкова не йшлося, якщо не брати до уваги Миколу Гоголя, якого російська історіографія вважала своїм письменником. За період виходу серії було видано 184 книги (остання книга серії позначена номером 191, та в порядковій нумерації відсутні номери 43, 104, 110, 111, 149, 172, 180). Тираж кожного видання був 8100 примірників. Щодо розподілу героїв серії за сферами діяльності, то більшість книг присвячена письменникам (64), ученим (53), громадським і політичним діячам, композиторам (10), художникам (7). Серію «ЖЗЛ» Павленкова називали «дешевою» (інколи, трамвайною, маючи, напевне, на увазі її зручний формат), оскільки кожна книжка коштувала 25 копійок. Незаперечною заслугою Павленкова було те, що його бібліотека стала загальнодоступною й охоплювала широке коло імен діячів із різноманітними поглядами як у науці, так і щодо суспільних справ. Будучи людиною передових поглядів та наукового світосприйняття, Павленков присвячував сторінки своїх видань людям різноманітних поглядів (тому видання були нерівнозначні за якістю), наголошуючи, що: «Я не дресирувальник, а читачі не діти. Нехай з'ясовують самі, і творять власне, читаючи цікаві книжки». Основне своє завдання Павленков бачив у тому, щоб знайомити читачів із новітніми поглядами і вже потім робити висновки. Павлєнківська серія стала першим універсальним зібранням біографій.

### «Горьківська» серія (з 1933)

#### Загальний огляд
Ідею видання нової біографічної серії «ЖЗЛ» після Ф. Ф. Павленкова підхопив у 1916—1917 Максим Горький. Проте, Перша світова війна та революційні події 1917—1921 перешкодили йому на той час втілити її у життя. Треба відзначити, що підходи у нього були дещо інші, зважаючи на нове історичне тло. Плануючи свою серію в період завершення Першої світової війни, Максим Горький, як і Павленков, мав на увазі широкого демократичного читача, насамперед, підростаюче покоління. На першому етапі розробки плану видання серії передбачалося розвивати її на основі видавництва «Парус», створеного Максимом Горьким разом із О. М. Тихоновим та І. П. Ладижніковим, а згодом — на базі відомого видавництва Зиновія Гржебіна, але реальні умови революційних років не дозволили втілити цей проєкт. Розроблена Максимом Горьким програма видань налічувала майже 300 назв та дозволяла визначити мету нової біографічної серії. Видавці хотіли упорядкувати книжковий ринок шляхом здешевлення книги та чіткого упорядкування її розповсюдження і тим самим надати справі книговидання «соціально-педагогічного» змісту.
Максим Горький прагнув в умовах воєнного лихоліття протистояти індивідуалізмові та націоналізмові, донести молодому поколінню любов і віру в життя, навчити його героїзму. Як відзначав Горький, «потрібно, щоб людина зрозуміла, що вона творець і господар світу, що на ній лежить відповідальність за всі нещастя на землі, і їй же належить слава за все добре, що є в житті». Проте історична ситуація продовжувала змінюватись. У Росії відбулася Лютнева революція, країна йшла до революції Жовтневої. Максим Горький гостро реагував на події. Його листування з Роменом Ролланом (кінець 1916, березень 1917) дає змогу говорити, що відбувся якісний перехід від ставлення до написання біографії як «зв'язної оповіді» до біографії, у якій має бути (в тому разі йшлося про біографію Людвіга Ван Бетховена) «неупереджена та цікава повість життя героя, еволюція його душі, визначальних подій його життя, переборених ним страждань і досягнутої ним слави». І все це мало відбуватися, на думку Максима Горького, на історичному тлі. Такі підходи передбачали наукову об'єктивність і незаангажованість біографії. Іншим, на відміну від Павленкова, бачив Максим Горький і коло майбутніх авторів, — це мали бути кращі сучасні письменники. Саме автори мали реалізувати основну місію серії — забезпечити тісне спілкування молодого покоління з «героями» людства. В нових історичних умовах серія стала перед необхідністю значного звуження кількості імен і прискіпливого їх добору. Тому, порівнюючи підходи Павленкова з поглядами Максима Горького, слід відзначити, що з погляду висвітлення особистості, нова серія вигравала, але водночас втрачала в питаннях добору персоналій. Люди, в житті яких були чорні плями і, навіть, напівтіні, не мали права на представництво в серії. Крім того, Максим Горький, на відміну від Павленкова, у доборі імен перевагу надавав вітчизняним «героям». Але це мала бути принципово нова біографічна серія, що орієнтувалася на наукову об'єктивність як критерій підходу до самої особи героя, якій мав бути притаманний підвищений інтерес біографа саме до особи (її життя, еволюція душі), орієнтація на письменника як майбутнього автора. Велика увага приділялась справі творчої спадщини героя.
Однак час вносив свої корективи в ідеї Максима Горького щодо біографічної бібліотеки. Його першочергова орієнтація на висвітлення «душі героя» за допомогою кращих письменників зіткнулася з започаткованою традицією радянського історичного роману (та його гілки — роману-біографії), що на перше місце ставив історичні постаті. Таким чином, від його ідеї відокремився такий напрям як біографічний роман, автором якого був письменник. Біографічній серії залишилася традиційна частина — просвітницька. В нових умовах ця складова посилювалася, що вимагало і нових підходів до пошуку авторів. Ким він мав бути: письменником, ученим чи психологом? Не маючи чітких поглядів із приводу стилю та манери написання біографій, редакція «ЖЗЛ» надавала перевагу художньо-публіцистичному жанрові, що передбачав, з одного боку науковий нарис, а з іншого — художній жанр його втілення. На практиці, в 30-ті роки ХХ століття (до смерті Максима Горького) серія була, переважно, зорієнтована на біографіях вчених, винахідників (зокрема й світового рівня). Однак на практиці розкриття особистості героїв поглиналося аналізом історичної доби. Висвітлення особистості (внутрішні рушії життя та творчості), попри намагання Максима Горького, залишалося на другому плані. Із середини 40-х років перевага в репертуарі серії надавалася діячам комуністичної партії та революційного руху.
У реаліях, прогресивні погляди Максима Горького щодо біографії увійшли в протиріччя з практикою радянського суспільства. Наприкінці 20-х—на початку 30-х років ХХ століття практично завершився період формування так званого «марксистського підходу» до художньої, історико-літературної та науково-популярної біографістики, який має відлік ще з початку 20-х років Зважаючи на це, і серія «ЖЗЛ» не була позбавлена всіх недоліків ідеологізованих видань (досить обмежене коло героїв — революціонери, видатні представники науки та культури, герої соціалістичного будівництва), що особливо виявилося з середини 40-х років.
У 1921 у видавництві Сабашникових починає виходити серія «Історичні портрети», в 1922 «Біографічну бібліотеку» організовує кооперативне видавництво «Колос», у 1923 серію «Образи людства» відкрило видавництво «Брокгауз-Єфрон», у 1925 «Біографічну бібліотеку» заснував Держвидав, у 1928 серію «Життя видатних людей» взявся видавати «Московський робітник», але у жодному зі згаданих видавництв число виданих книг не перевищувало півтора десятка. І лише в 1930-і роки з'явилася можливість розпочати планомірне видання біографій в широкому масштабі. Починаючи з 1933, за ініціативи Максима Горького видання «ЖЗЛ» було відновлено «Журнально-газетним об'єднанням».
Від 1938 серію почало випускати видавництво ЦК ВЛКСМ «Молода гвардія». Під час війни вона взагалі перестала виходити — аж до 1946 р. (щоправда, у 1943—1945 видавалися серії «Великі російські люди» та «Великі люди російського народу»).
Дискусії щодо подальшої долі серії «ЖЗЛ» продовжувалися у 50-х і 60-х роках ХХ століття. Випадковість обраних осіб, низька художня якість книжок стали улюбленою темою критики середини 50-х років. У 50-х роках ХХ століття точилася дискусія й навколо проблеми жанру серії (науково-популярна чи науково-художня біографія). Вона виявила протиріччя науково-художньої біографії (неможливості в одному творі об'єднати факти та вигадку). Все це вимагало розширення жанрових меж серії, вироблення нових критеріїв добору імен, розробки загально прийнятної структури видань.
Кінець 50—початок 60-х років ХХ століття став періодом переосмислення багатьох істин, проте, як не дивно, для біографічних досліджень це був «мертвий сезон». Лише у середині 60-х років ХХ століття ситуація змінюється. Так звана «відлига» відкрила нові можливості для творчості, в тому числі позитивно вплинула на якість матеріалів у серії «ЖЗЛ». Ставились завдання підвищення наукового, ідейного та художнього рівня книг серії, висувалися вимоги дотримання єдиних стандартів щодо їх наукового та довідкового апарату книг.

#### Серійні обкладинки
Серійне оформлення обкладинки серії «ЖЗЛ: Серія біографій» залишається незмінним з 1962, базуючись на макеті, розробленому Ю. В. Арндтом. Першим виданням, що вийшло у дизайні Арндта, став біографічний роман Ірвінга Стоуна «Моряк у сідлі» про життя Джека Лондона.
Упродовж 1933—1962 окремі випуски виходили в несерійному оформленні, а дизайн серійної обкладинки та її розробники змінювались кілька разів:
- Алякринський П. О.[ru] (№ 1-19 за Каталогом-2010);
- Ільїн М. В. (№ 20-29, 32-35);
- Бершадський Г. С. (№ 30, 31, 36-98; три макети);
- Титов Б. Б. (№ 100-114);
- Кривинська Є. Я. (№ 142-147, 151);
- Бургункер Є. О. (№ 154-182, 197);
- Большаков М. В. (№ 181-184, 186, 188—196, 198—199);
- Пророков Б. І.[ru] (№ 222-316).

|                                |
| 1933 (худ. Алякринський П. О.) |

|                         |
| 1934 (худ. Ільїн М. В.) |

|                                        |
| 1935 (худ. Бершадський Г. С.; макет 1) |

|                                        |
| 1936 (худ. Бершадський Г. С.; макет 2) |

|                                             |
| 1937-1938 (худ. Бершадський Г. С.; макет 3) |

|                              |
| 1939-1940 (худ. Титов Б. Б.) |

|                                   |
| 1945-1947 (худ. Кривинська Є. Я.) |

|                                  |
| 1948-1953 (худ. Бургункер Є. О.) |

|                                  |
| 1953-1956 (худ. Большаков М. В.) |

|                                 |
| 1958-1961 (худ. Пророков Б. І.) |

|                           |
| з 1962 (худ. Арндт Ю. В.) |

#### Нумерація видань
За загальним правилом, кожному виданню серії присвоюється окремий порядковий номер.
Водночас, за існування серії, правила нумерації випусків часом змінювались:
- Впродовж 1933—1940 окремим випускам присвоювались подвійні номери. Останнім таким виданням став випуск 167—168 про Євгена Вахтангова. Збірці нарисів Максима Горького «Портрети чудових людей» (1936) був присвоєний навіть потрійний номер (88-90).
- Різним виданням помилково присвоювались однакові номери (наприклад, випуски 1933 року про Дізеля та Менделєєва мають один і той самий номер — 4).
- Окремі видання взагалі не нумерувались.
- При нумерації видань достатньо велика кількість номерів була пропущена та залишається «вакантною» (наприклад, 566, 672, 716, 718, 720, 746, 787).
- У 2001 було прийняте рішення при нумерації випусків приєднати до тих, що вже вийшли на той час 799 випусків «горьківської» серії, умовні 200 «павленківських» (насправді, з урахуванням перевидань, їх вийшло 194) і присвоювати їм подвійні номери. Тому біографія Володимира Вернадського, написана Геннадієм Аксьоновим, вийшла під номером 1000 (800).
- Перевиданням випусків присвоюється окремий порядковий номер, який не збігається з номером першого видання. Проте, перевиданням, що виходили упродовж 1962—1995 та в 2019 такий номер не присвоювався (вони зберігали номер першого видання в серії).

## Українці в ЖЗЛ
У загальносоюзній серії «ЖЗЛ» випусків про українців було дуже мало. Впродовж 1933—1985 років було видано трохи більше 30 книг (з урахуванням перевидань), присвячених українським письменникам, революційним і військовим діячам, діяльність яких вписувалася в межі офіційної історіографії. Лише кілька видань присвячені діячам української науки. Зрозуміло, були зовсім відсутні біографічні видання про борців за українську незалежну державу.